# Hans-Stephan Brather

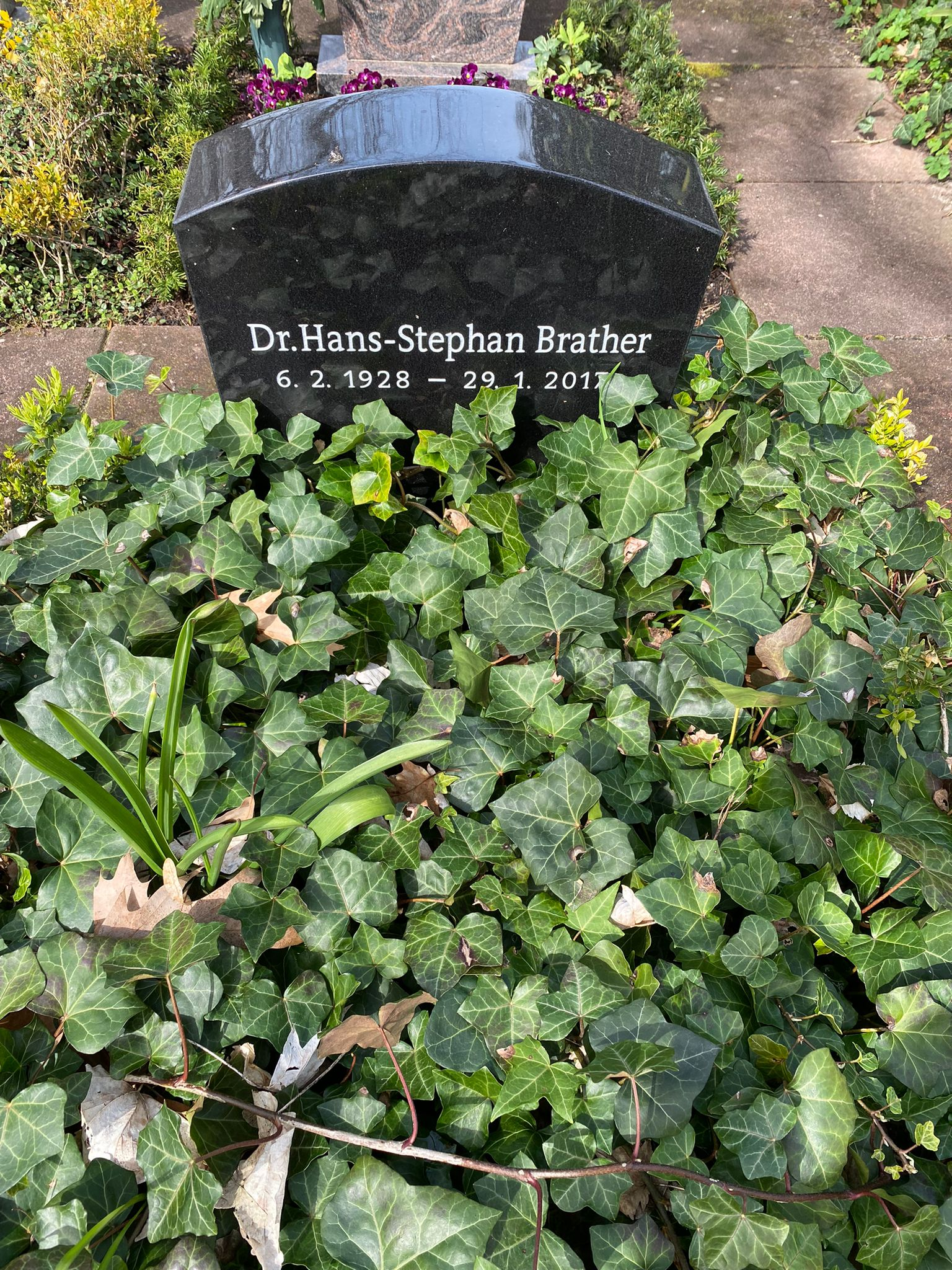
Grabstätte auf dem Alten Friedhof Potsdam

Hans-Stephan Brather (* 6. Februar 1928 in Erfurt; † 29. Januar 2017 in Potsdam) war ein deutscher Archivar.

## Leben
Er studierte von 1947 bis 1951 an der Universität Jena Geschichte, Kirchen- und Kunstgeschichte (Promotion zum Dr. phil. in Jena am 24. Oktober 1951). Dann absolvierte er bis September 1953 das Institut für Archivwissenschaft in  Potsdam (Staatsexamen zum wissenschaftlichen Archivar). Er war von 1953 bis 1971 wissenschaftlicher Archivar am Deutschen Zentralarchiv (zuletzt Leiter der Abteilung I (Deutsches Reich 1867–1945)). Er hatte Lehraufträge an der Fachschule für Archivwesen und der Humboldt-Universität. Ab 1971 wechselte er an die Akademie der Wissenschaften. 1992 trat er in den Ruhestand. Die Promotion B erwarb er 1990 an der Akademie der Wissenschaften der DDR.
Hans-Stephan Brather verstarb wenige Tage vor Vollendung seines 89. Lebensjahres und wurde auf dem Alten Friedhof Potsdam beigesetzt.

## Schriften (Auswahl)
- mit Helmut Lötzke (Hg.): Archivar und Historiker. Studien zur Archiv- und Geschichtswissenschaft. Zum 65. Geburtstag von Heinrich Otto Meisner. Berlin 1956, OCLC 901788666.
- mit Helmut Lötzke: Übersicht über die Bestände des Deutschen Zentralarchivs Potsdam. Berlin 1957.
- Lehrmaterial zur Geschichte der Staatsmacht der Deutschen Demokratischen Republik. Teil I. Bibliographie. Potsdam 1967, OCLC 174717508.
- Leibniz und seine Akademie. Ausgewählte Quellen zur Geschichte der Berliner Sozietät der Wissenschaften 1697–1716. Berlin 1993, ISBN 3-05-001795-3.